# Nhà sản xuất nhạc
Nhà sản xuất âm nhạc hay nhà sản xuất bản thu (tiếng Anh: record producer) là một cá nhân làm việc trong nền công nghiệp âm nhạc, là người có công việc là giám sát và quản lý thu âm (ví dụ như "sản xuất") âm nhạc của nghệ sĩ. Một nhà sản xuất có nhiều vai trò có thể bao gồm, nhưng không hạn chế là, tập hợp những ý tưởng cho dự án, lựa chọn các bài hát và/hoặc các nghệ sĩ, hướng dẫn nghệ sĩ và nhạc sĩ trong phòng thu, kiểm soát những lần thu âm, và giám sát toàn bộ quá trình thông qua việc trộn lẫn và làm chuẩn. Những nhà sản xuất còn thường được nhận những vai trò kinh doanh lớn hơn, với trách nhiệm về ngân sách, các lịch trình và các cuộc thương lượng.
Ngày nay, nền công nghiệp thu âm có 2 kiểu nhà sản xuất: giám đốc sản xuất và nhà sản xuất âm nhạc; họ có vai trò khác nhau. Trong khi một giám đốc sản xuất giám sát tài chính của một dự án, một nhà sản xuất âm nhạc lại giám sát quá trình tạo ra âm nhạc.
Một nhà sản xuất nhạc có thể, trong một vài trường hợp, so sánh với đạo diễn làm phim, với người hành nghề được chú ý đến như Phil Ek, tự miêu tả vai trò của mình là "người hướng dẫn một cách sáng tạo hay chỉ đạo quá trình làm một bản ghi âm, giống như một đạo diễn với một bộ phim. Người kỹ sư giống như người quay phim của bộ phim." Công việc của nhà sản xuất nhạc là tạo ra, định hình khuôn cho một bản, đoạn nhạc. Phạm vi trách nhiệm có thể là một hoặc hai bài hát hay là cả album của nghệ sĩ - trong trường hợp này thì nhà sản xuất thường phát triển một tầm nhìn tổng thể cho album và cách các bài hát tương quan với nhau thế nào.
Ở Mỹ, trước khi có sự bùng nổ của nhà sản xuất nhạc, một ai đó từ A&R (Artists and repertoire, các nghệ sĩ và vốn biểu diễn) sẽ giám sát (những lần) thu âm, mặc định đảm nhận trách nhiệm cho sự quyết định về sáng tạo của bản ghi âm.
Với sự tiếp cận dễ dàng với công nghệ của ngày nay, một sự thay thế cho nhà sản xuất ghi âm đã vừa được nhắc tới, được gọi là 'nhà sản xuất phòng ngủ'. Với sự tiến bộ trong công nghệ ngày nay, rất dễ dàng để một nhà sản xuất có được những bài chất lượng cao mà không cần dùng đến một nhạc cụ nào; điều đó xảy ra ở trong nhạc đô thị (urban music) (như hip hop, rap, vân vân.). Nhiều nghệ sĩ có tên tuổi đã lựa chọn cách tiếp cận này.
Tiến bộ trong công nghệ này được nhắc đến như là sản xuất âm nhạc điện tử (Electronic Music Production, hay EMP. Sản xuất âm nhạc điện tử đơn giản là sản xuất nhạc một cách số hóa hay sản xuất nhạc trên máy tính.
Trong hầu hết trường hợp, nhà sản xuất nhạc còn là người có quyền cải biên, soạn nhạc, nhạc sĩ hay người sáng tác, người mà có thể mang ý tưởng mới mẻ tới một dự án. Cũng như là tạo ra bất kỳ sự điều chỉnh về viết nhạc hay cải biên nào, nhà sản xuất con có thể chịu trách nhiệm pha trộn sáng tạo. Anh ấy hoặc cô ấy sẽ liên hệ với kỹ sư âm thanh, người mà tập trung vào khía cạnh kỹ thuật của bản ghi âm trong khi nhà sản xuất nhạc để mắt đến khả năng tiêu thụ được của toàn dự án.

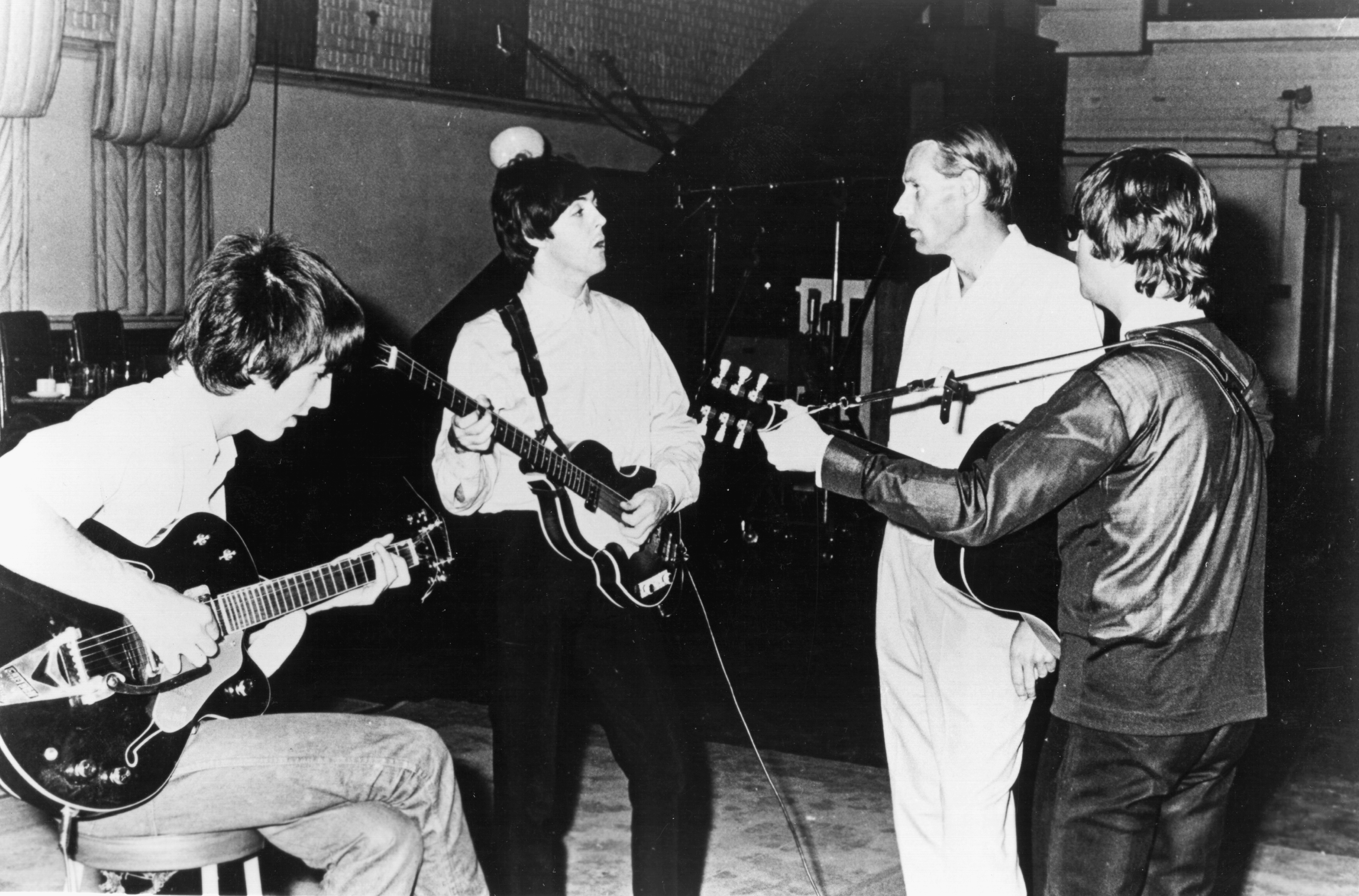
Nhà sản xuất âm nhạc George Martin, nổi tiếng với tác phẩm hợp tác cùng the Beatles, ảnh chụp với các thành viên George Harrison, Paul McCartney và John Lennon tại một buổi thu âm ở Abbey Road năm 1966

## Tổng quan về nhà sản xuất nhạc
Là một dự án rộng lớn, việc tạo ra bản thu âm có thể được chia cho ba chuyên gia: giám đốc âm nhạc, người giám sát quan hệ đối tác kinh doanh và tài chính; nhà sản xuất thanh nhạc hoặc hòa âm, là người hỗ trợ chỉnh sửa giọng hát thông qua đánh giá chuyên môn và huấn luyện kỹ thuật thanh nhạc, cuối cùng là nhà sản xuất âm nhạc, thường được gọi đơn giản là nhà sản xuất (producer), chỉ đạo quá trình tạo ra bản phối và thu âm cuối cùng của bài hát.
Vai trò của nhà sản xuất có thể bao gồm tập hợp ý tưởng, sáng tác nhạc, chọn nhạc sĩ trong phiên, đề xuất thay đổi cách sắp xếp bài hát, chỉnh sửa cho ca sĩ, kiểm soát phiên, giám sát việc pha trộn âm thanh và trong một số trường hợp, giám sát việc chuyển âm thanh đã ghi từ nguồn chứa bản phối cuối cùng sang thiết bị lưu trữ dữ liệu (bản chính). Nhà sản xuất có thể trao quyền sáng tạo cho chính các nghệ sĩ, thay vào đó họ sẽ đảm nhận vai trò giám sát hoặc cố vấn. Để đủ điều kiện nhận đề cử Grammy, Viện hàn lâm Khoa học và Nghệ thuật Thu âm Quốc gia xác định nhà sản xuất:
Người có quyền kiểm soát tổng thể về mặt sáng tạo và kỹ thuật đối với toàn bộ dự án thu âm cũng như là một phần trong các dự án thu âm riêng lẻ. Người đó có mặt tại phòng thu hoặc tại địa điểm ghi âm và làm việc trực tiếp với nghệ sĩ và kỹ thuật viên âm thanh. Nhà sản xuất đưa ra các quyết định sáng tạo và phong cách nhằm hiện thực hóa mục tiêu của cả nghệ sĩ và hãng thu âm trong việc tạo ra nội dung âm nhạc. Các nhiệm vụ khác bao gồm, nhưng không giới hạn; nắm ngân sách và lịch trình, tuân thủ thời hạn, tìm nhạc sĩ, ca sĩ, phòng thu và kỹ thuật viên âm thanh, giám sát các nhu cầu nhân sự khác và biên tập.
Nhà sản xuất thường lựa chọn và cộng tác với một kỹ thuật viên hòa âm, người tập trung vào các khía cạnh công nghệ đặc biệt trong quá trình thu âm, cụ thể là vận hành thiết bị điện tử và phối các bản nhạc thô, sau khi ghi lại những bản nhạc được chọn, dù là giọng hát hay nhạc cụ, đều thành một phần của "bản phối",  âm lập thể hoặc âm thanh vòm. Sau đó, một kỹ thuật viên hậu kỳ âm thanh sẽ điều chỉnh thêm cho bản thu này để phân bổ trên phương tiện truyền thông đã được  chọn. Nhà sản xuất có thể chỉ làm việc với một hoặc hai bài hát hoặc có thể là toàn bộ album của nghệ sĩ, giúp phát triển tầm nhìn tổng thể của album. Các nhà sản xuất băng đĩa cũng có thể đảm nhận vai trò điều hành sản xuất, quản lý ngân sách, lịch trình, hợp đồng và đàm phán.

## Diễn biến lịch sử

### Nhóm A&R

#### (Tìm kiếm và quản lý nghệ sĩ)
Vào những năm 1880, ngành công nghiệp thu âm bắt đầu bằng cách đơn giản là để nghệ sĩ biểu diễn trên máy hát. Năm 1924, tạp chí thương mại Talking Machine World, chuyên đưa tin về ngành công nghiệp máy hát và thu âm, nói rằng Eddie King, giám đốc "bộ phận tìm kiếm và quản lý nghệ sĩ ở New York" của Victor Records, đã lên kế hoạch cho việc thu âm ở Los Angeles. Sau đó, nhà văn học dân gian Archie Green gọi đây có là cách sử dụng A&R man (người tìm kiếm và quản lý nghệ sĩ) được phát triển sớm nhất. Trên thực tế, có thể gọi là "A&R man" hay thậm chí là "A&R" một thuật ngữ viết tắt được tạp chí Billboard đặt ra vào năm 1946 và được sử dụng rộng rãi vào cuối những năm 1940.
Trong những năm 1920 và 1930, các giám đốc điều hành A&R, như Ben Selvin tại Columbia Records, Nathaniel Shilkret tại Victor Records, và Bob Haring tại Brunswick Records đã trở thành tiền thân của các nhà sản xuất âm nhạc, giám sát việc thu âm và thường chỉ đạo các dàn nhạc phiên. Trong những năm 1940, các hãng thu âm lớn ngày càng mở ra các bộ phận A&R chính thức của mình, với vai trò bao gồm cả giám sát việc thu âm. Trong khi đó, các phòng thu âm độc lập được mở ra, giúp hình thành việc coi nhà sản xuất âm nhạc như một chuyên gia. Nhưng bất chấp truyền thống viết nhạc của một số A&R, việc sản xuất âm nhạc vẫn chỉ đề cập đến việc sản xuất đĩa hát.

### Nhà sản xuất âm nhạc
Sau Thế chiến thứ hai, những giám đốc A&R tiên phong đã chuyển đổi có ảnh hưởng sang sản xuất âm nhạc như được hiểu ở ngày nay, đồng thời đôi khi cũng sẽ sở hữu các hãng thu âm độc lập, bao gồm J. Mayo Williams và John Hammond. Khi John Hammond chuyển từ Columbia Records sang Mercury Records, ông đã giao Mitch Miller trách nhiệm chỉ đạo các buổi thu âm nổi tiếng của Mercury tại New York. Miller sau đó sản xuất các bản hit trong thể loại country-pop crossover cho Patti Page và Frankie Laine. Sau khi chuyển từ Mercury đến Columbia Records, ông trở thành một trong những giám đốc A&R hàng đầu trong thập kỷ 1950.
Trong thập kỷ này, các giám đốc điều hành của công ty A&R ngày càng chú trọng đến việc tìm ra những âm thanh đặc biệt trong một bài hát. Mặc dù nhiều người vẫn chỉ tập trung vào việc hợp tác giữa ca sĩ và nhạc sĩ, nhưng có một số người chỉ ra rằng các yếu tố âm nhạc cụ thể cần được tôn trọng và phát triển. Tuy nhiên, có một số người khác lại tham gia không nhiều vào quá trình sáng tạo trong dự án. Thuật ngữ nhà sản xuất âm nhạc theo ý nghĩa hiện nay—giám đốc sáng tạo sản xuất bài hát—được đề cập lần đầu trong một số tạp chí Billboard vào năm 1953, và trở nên phổ biến vào thập kỷ 1960. Tuy vậy, việc phân biệt chính thức vẫn khá khó khăn trong một thời gian dài. Các quản lý A&R vẫn có thể là các giám đốc sáng tạo, như William "Mickey" Stevenson, được Berry Gordy thuê tại hãng đĩa Motown.

### Máy thu âm bằng băng
Năm 1947, thị trường âm nhạc Mỹ chứng kiến sự xuất hiện của thu âm bằng băng từ tính. Ở thời điểm bắt đầu của ngành công nghiệp máy hát vào những năm 1880, việc ghi âm được thực hiện bằng máy phong thanh, khắc hình sóng âm theo chiều dọc vào một hình trụ. Đến những năm 1930, máy ghi âm etching âm thanh theo chiều ngang trên đĩa. Tuy nhiên, do hạn chế về dải tần âm, bao gồm cả âm trầm và âm cao, cùng với dải động âm, các bản thu âm khiến cho âm thanh của một cây đàn piano hòa nhạc lớn nghe như âm thanh của một cây đàn piano đứng. Ngoài ra, thời lượng tối đa chỉ có thể là bốn phút rưỡi. Do đó, lựa chọn và biểu diễn thường bị ảnh hưởng, và việc phát đĩa này—được tạo ra từ bản gốc bằng chất liệu cerac—sẽ phá hủy nó. Kết thúc như vậy thường gây ra lo lắng và giới hạn sự biểu diễn để tránh sai sót. Trong những năm 1940, giữa Thế chiến thứ hai, người Đức đã tiến hành phát triển kỹ thuật ghi âm âm thanh lên băng từ tính. Điều này đã mở ra khả năng mở rộng thời lượng thu âm và cho phép phát lại ngay lập tức, ghi âm lại và chỉnh sửa. Công nghệ này đã đặt nền tảng cho sự xuất hiện của các nhà sản xuất âm nhạc với vai trò hiện tại của họ.